# Francia konyhaművészet

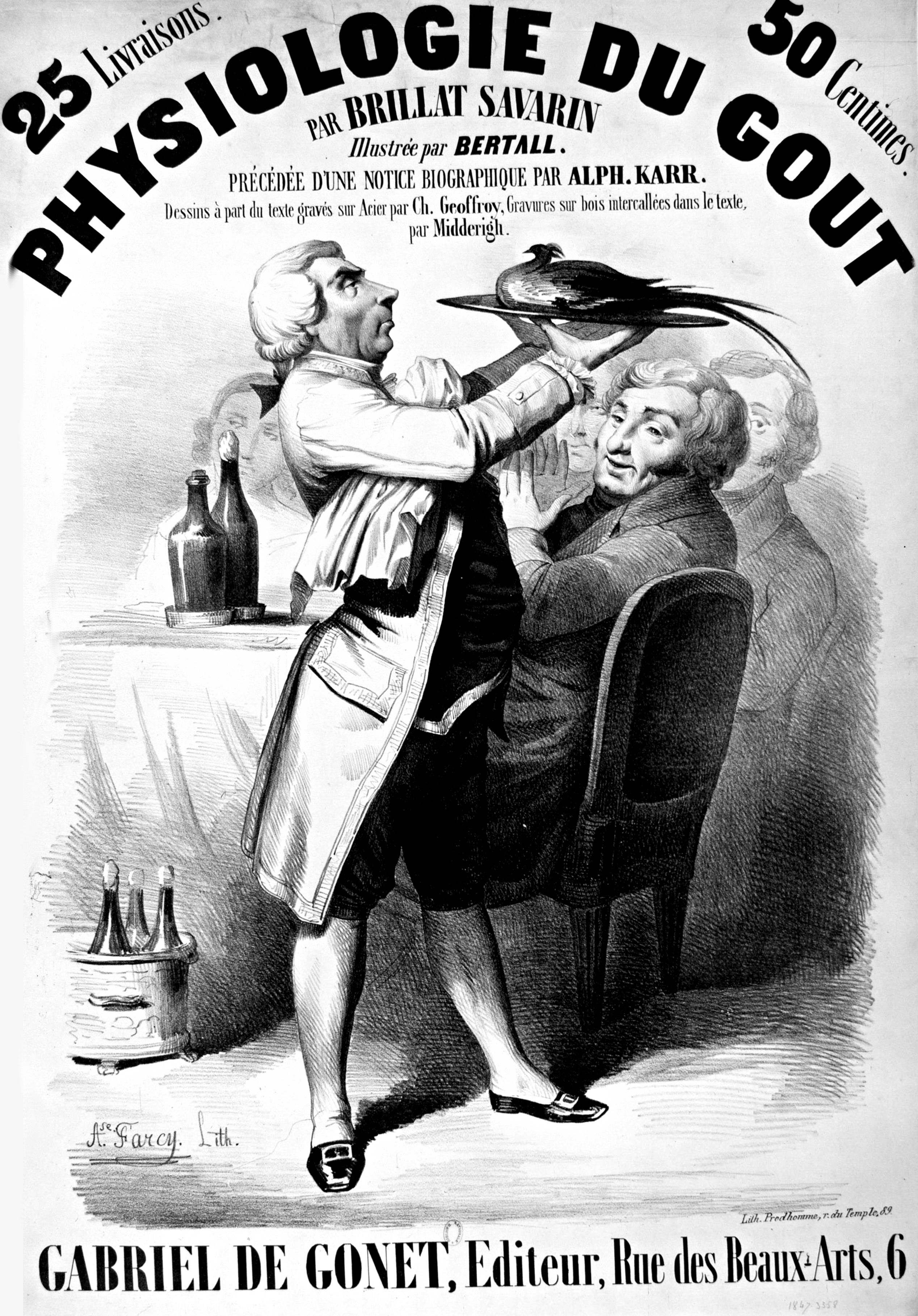
Jean Anthelme Brillat-Savarin Az ízlés fiziológiája című híres – az egyik legfontosabb és leggyakrabban
elemzett gasztronómiai művének – címlapja (1847)

A francia gasztronómia világszerte híres a minőségének és változatosságának köszönhetően. Örökségét a nagy séfek folyamatos fejlődésben tartják. Minden franciaországi régió a helyi specialitásaival várja a vendégeket. 2010 óta a francia gasztronómiai étkezés felkerült az UNESCO emberiség szellemi kulturális örökségének listájára.

## Története

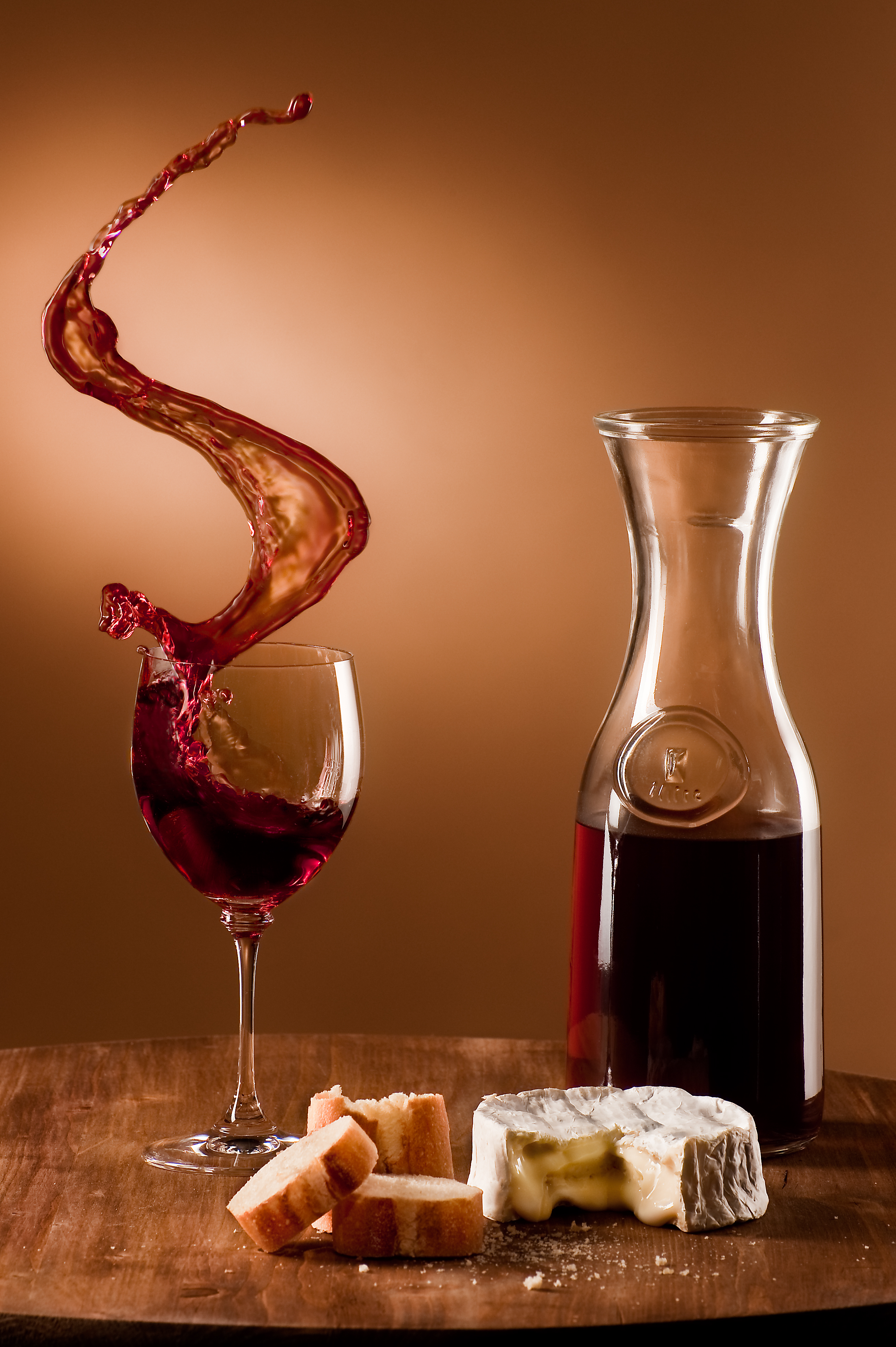

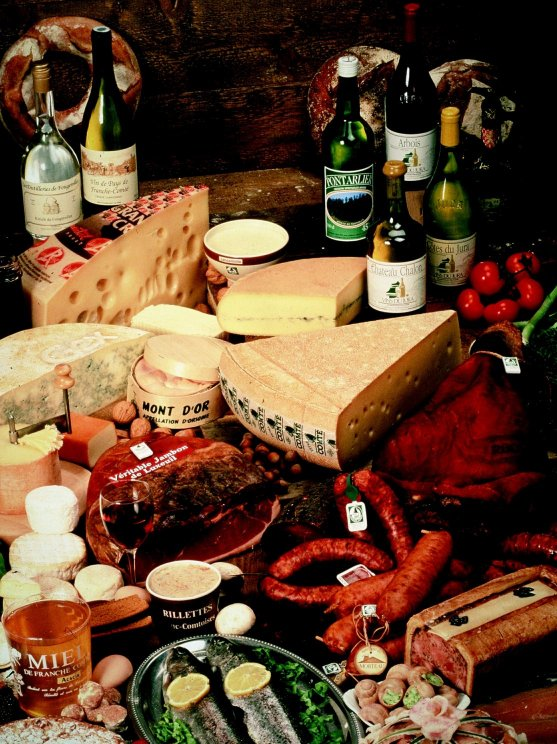

A történet az ókorban kezdődött, amikor a területet elfoglalta az akkor legfejlettebb hatalom, a Római Birodalom. Ebből az időből már származnak feljegyzések, melyek e terület kivételesen jó jellemzőit taglalják. Előnyös természeti adottságai hozzájárultak ahhoz, hogy az itt termesztett élelmiszerek lényegesen finomabbak, mint a birodalom más részein termeltek. Gallia lakói is tanultak a hódítóktól. Átvették tőlük az alapvető sütési-, főzési módszereket, melyeket ők fejlesztettek tovább, ezzel alapozva meg a francia gasztronómia hagyományait. A rómaiakhoz kötődik a bor termelés elterjedése is. Ma már a francia borok a világ legjobbjai közé tartoznak.
A középkorban a mezőgazdasági termelés igen alacsony színvonalú volt, bár a franciák ekkor is a legjobban ellátottak közé tartoztak. Ennek ellenére ők is túlfőtt vagy túlsült húsokat (ebben az időben hangsúlyosabb volt az ételek fertőtlenítése, mint az ízhatás), rossz bort (a bor íze mellékes volt, hiszen a fertőzött víz helyett itták), agyonfűszerezett fogásokat fogyasztottak, kevés alapanyagból. A 14–15. századra a városi zsúfoltságban a lakosság nagy tömegeinek nem volt sütésre, főzésre alkalmas lakhelye. Ezt a problémát a pék-, pecsenye- és pástétomsütő boltok oldották meg, melyek ebben az időben egész Franciaországban elterjedtek, így mindenki készen juthatott hozzá az ételhez.
Az 1492. év fordulópont a gasztronómia szempontjából is. Amerika felfedezése után beáramlottak Európába az új földrész hétköznapi kincsei: a haszonnövények. Ismertté vált a kukorica, a burgonya, a paprika, a paradicsom, a napraforgó, az ananász, a tök, a kakaó és a vanília. Az új alapanyagok megjelenése egy egészségesebb étrend kialakítását tette lehetővé.
A 14–16. században az itáliai reneszánsz idején a konyhaművészet is újjáéledt. Ebben az újjászületésben nagy szerepe volt a híres Medici-család franciaországi képviselőinek. Medici Katalin – később II. Henrik francia király felesége – új hazájába olyan firenzei szakácsokat vitt magával, akik már a kifinomult reneszánsz konyhán művelődtek. Ezután Katalin húga, Mária hercegnő – később IV. Henrik hitvese – konyháján tanulta a szakácsművészetet La Varenne. Az ő könyve, az 1652-ben megjelent Le Cuisinier Francois című szakácskönyv az első kiadvány volt, amelyben a receptek ábécé sorrendben álltak, de ami ennél sokkal fontosabb, hogy már nem az alapanyag valódi ízének semlegesítése, hanem kiemelése lett a cél. Megváltozott az etikett is; a hölgyek jelenléte az étkezésnél már nem kivétel, hanem szabály volt. A teríték része lett a villa, megjelent a cukorművesség, a fagylalt, ezenkívül a könnyebb fűszerkeverékek jöttek divatba. Mindezen újdonságokat azonban nem a franciák, hanem az akkori nagyhatalmak (Spanyolország, Olaszország) vezették be, majd egész Európa igyekezett leutánozni őket, de a leggyorsabban és a legalaposabban Franciaországnak sikerült beépítenie saját konyhájába az új anyagokat, technológiákat és eszközöket. Ez az időszak tehát mérföldkő a francia konyhaművészet történetében; a mennyiség helyett a minőség oldalára billent át a mérleg.
A további haladást csakis az uralkodói osztály igényei indították el. A francia uralkodók, főleg a Bourbonok életmódja olyan, szinte korlátlan és elzárt fejlődésnek indította a nemzeti konyhát, hogy a végeredmény túlzó pazarláshoz, fényűzéshez vezetett. Ekkor vált ki a francia konyha elsővé a többi ország konyhái közül. XIV. Lajos uralkodása alatt kezdődött az a gyakorlat, hogy a fogásokat egymás után, meghatározott sorrendben hordták fel.
A francia forradalmat követően szükség volt a konszolidációra, a pazarlás megfékezésére, észszerűsítésre. A forradalom után a nagy séfek, akik korábban az arisztokraták konyháit vezették, éttermeket alapítottak és ott dolgoztak tovább, tehát a továbbiakban a francia konyhát az éttermek, illetve séfjeik alakították. Innentől kezdődik a francia gasztronómia három szakaszú reformációja.
Az első periódust Marie-Antoine Carême szakács életműve jelenti. Előtte a francia konyha a fogások rendezetlen halmaza volt. Ő kezdett el az anyagok, színek és ízek egymáshoz való viszonyával foglalkozni. Rajongott az építészetért, s ezt lehetőség szerint beépítette a gasztronómiába. A tálalás során bonyolult asztali dekorációkat alkotott cukorból, tésztából, viaszból, mivel az ő idejében a kultúrát a klasszikus építészet és irodalom szelleme hatotta át, így a konyhaművészetet is komolyabb területnek tekinthették az építészet bizonyos fokú megjelenítésével. Carême művei a L’Art de la cuisine au dix-neuvième siècle (A 19. század konyhaművészete; 1833) és Le Pâtissier royal parisien (A párizsi királyi sütőmester; 1815). E két kötet receptek százait tartalmazza, ételsorokat az év valamennyi napjára, továbbá a francia konyha történetét.
A második stádium 1850 körül játszódott le. Főszereplői Urbain Dubois – Caréme egykori tanítványa – és Emile Bernárd megalkotják a La Cuisine classique című könyvet, amely magába foglalta a klasszikus konyha alapkövetelményeit, az ízek fontosságát, megszabta a tálalást, tetszetős díszítést, még a megfelelő tálakat is. Ez a könyv is tartalmaz bonyolult díszítéseket, de azok már sokkal letisztultabbak. A Cuisine Classique elnevezésű francia főzési irányzat e köteten alapul. Ez dióhéjban a vajjal való hús-, szárnyas- és halételek elkészítésének klasszikus konyhája.
A harmadik nagy újítóhullám két híres szakács nevéhez fűződik. 1938-ban a festőnek tanult, majd sikeres szakáccsá lett Prosper Montagné megírta a Larousse Gastronomique-ot, a francia konyhaművészet enciklopédiáját. Minden fölösleges dekorációt lehámozott az addigi konyháról. Ebben az eszmében követőre lelt Auguste Escoffier személyében, aki nemcsak hogy egyszerűsítette a díszítményeket, de felgyorsította a kiszolgálást és feladatok szerinti munkacsoportba szervezte a szakácsokat, előmozdítva ezzel a szakmai specializálódást. Escoffier a 19. század képzőművészeti irányzatait is átültette a szakácsművészetbe (elődeihez hasonlóan ő is a tálalásnál alkalmazta őket), s ezzel a szervírozás művészetét a magasságokba emelte. Ezen kívül új ételek sorát alkotta meg. Le Guide Culinaire és a Livre de Menus című munkáival egységes irányt szabott kora szakácsművészetének.
Munkásságának másik fontos eleme, hogy a különböző nemzetek ételkülönlegességeit hozzáalakította a francia ízléshez, és ezzel nem csak a francia szakácsművészetet, hanem azoknak a nemzeteknek a gasztronómiáját is fejlesztette, akiktől átvette az egyes recepteket. Escoffier hibájául felróható, hogy túl szigorú főzési törvényeket szabott meg, s az improvizációnak nem hagyott helyet. Pedig a további fejlődés útja csakis az ilyen fajta kísérletezés lehetett volna. Az új nemzedék csak a háború után tudott kibontakozni, és a francia konyha forradalma a mai napig tart. Ám a mai legjobb és legdrágább éttermek többsége az Escoffier nézetei szerint kialakult Haute Cuisine, azaz magas konyha elvei szerint működnek. Ezek az éttermek, amelyek a mérce csúcsát jelentik, az étel szentélyei, ahol a vendégek tányérjára csak a legfrissebb és legkülönlegesebb alapanyagokból, kifinomult technológiával elkészített ínyencségek kerülnek.

## A Nouvelle cuisine

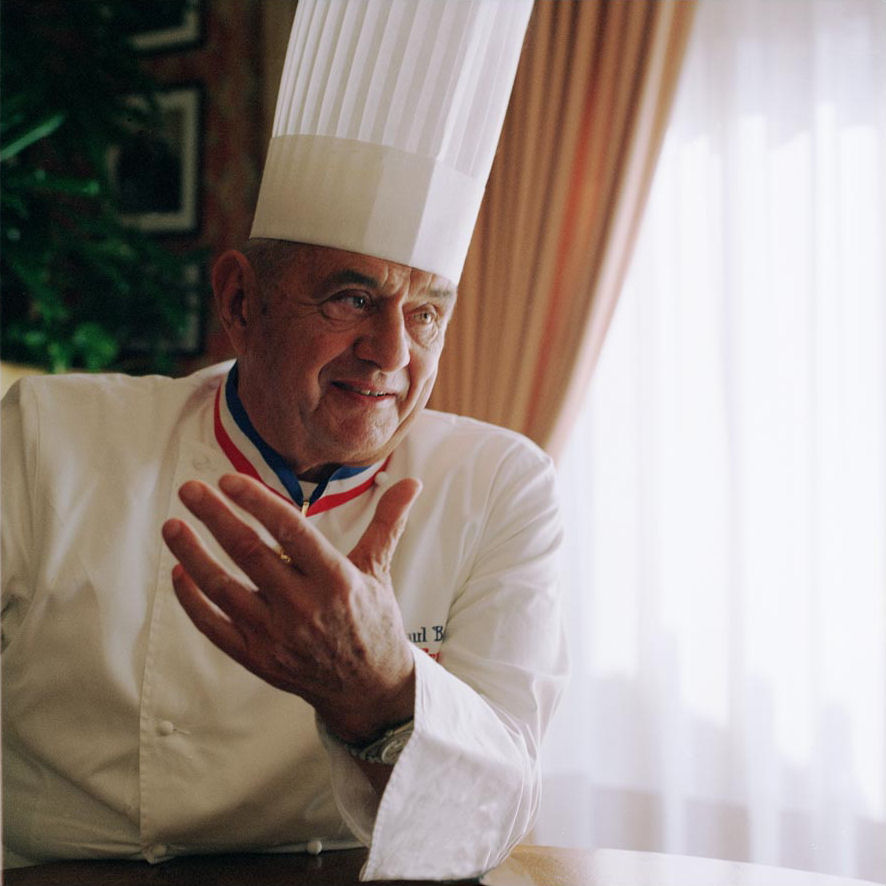
Paul Bocuse, a Bocuse d’Or szakácsverseny alapító elnöke (2007)

1973-ban a világhírű gasztronómiai szerzőpáros, Henri Gault és Christian Millau félretolták az Escoffier-féle szabályrendszert. Az irányzat ételei könnyebbek, kevésbé főzöttek, illetve sütöttek, az alkotórészek frissebbek és ízesebbek, mint a klasszikus iskola étkei. A színek és a formák kiemelt hangsúlyt kaptak. Az adagok azonban jóval kisebbek, viszont művészien tálaltak és egészségesebbek. Mindezen újítások mellett azonban új ételek, új elkészítési módok, új találmányok nem jöttek létre, csak az arculat változott. A mai életvitellel nem igazán összeegyeztethetőek a Cuisine Classiqe vagy a Haute Cuisine kínálta fogások, ételsorok, egyértelművé vált, hogy csökkenteni kell a mennyiséget úgy, hogy a minőség megmaradjon, sőt, talán túltegyen az azt megelőző konyhaművészeti stíluson. Egyfelől a mennyiség csökkent, viszont a séfek művészi értékű kreációkkal rukkolnak elő, ráadásul így már nem lehetetlenség végigenni egy francia vacsorát szűkebb gyomrúaknak sem.
Paul Bocuse francia szakács, a Nouvelle cuisine egyik legnagyobb alakja. Bocuse a tradicionális haute cuisine classique-kal szemben az alacsony kalóriatartalomra és a jó minőségű, friss alapanyagokra koncentrál. A módszer oktatása angol és francia nyelven is folyik a Lyon-i Institut Paul Bocuse egyetemen.

## Általános jellemzése
A franciák étkezése általánosságban kalóriaszegényebb, mint a hagyományos magyar konyha. Reggelijük könnyű tejeskávéból vagy kakaóból és valamilyen péksüteményből, főleg croissant-ból áll, és szokásos a vaj, a dzsem és a méz. Az ebéd ma már alkalmazkodott a modern élethez, de még az intézményes – például iskolai – étkezés is választékos, több fogásos; inkább salátafélék, vagy másfajta előétel, húsétel körettel, mártással, zöldséggel, de délben gyakran fogyasztanak főételként vegyes ízelítőt, végül desszertet. A legnagyobb szerepe a vacsorának van, amely könnyű, de több fogásból áll, még a legegyszerűbb helyeken is legalább négyből. A franciáknál leves nem gyakran kerül az asztalra, ha viszont igen, akkor rendszerint este, és elsősorban a téli időszakban. Máskor gyakori, hogy a vacsorát is előétellel kezdik, utána frissen sült húsétel vagy hideg húsok, majd sajtfélék, gyümölcs, esetleg édesség zárja a sort. Az ital alkalmazkodik a fogásokhoz, általában a legkedveltebb a könnyű vörösbor. A vacsora nem csak az élvezetekről szól, szerepe elhanyagolhatatlan a család szempontjából, hisz a történések, beszélgetések színtere; a közös vacsora a francia család elidegeníthetetlen joga.
A specialitások és különlegességek, mint mondjuk az osztriga, libamáj, különféle töltött szárnyasok hétvégéken és ünnepnapokon kerülnek fogyasztásra. Táplálkozásuk egészséges, hiszen rengeteg gyümölcsöt és zöldségfélét fogyasztanak, ezenkívül fontos, hogy vajjal, a mediterrán területeken olívaolajjal sütnek, és ételeiket nem fűszerezik agyon, soha nem használnak annyit, hogy az elnyomja az eredeti ízt. Legjobban a friss, zöld ”füveket” kedvelik; a kakukkfüvet, tárkonyt, turbolyát, bazsalikomot és a petrezselymet, gyakori a babérlevél használata, s fahéjjal, szegfűszeggel, sáfránnyal, szerecsendióval, gyömbérrel, köménnyel is fűszereznek. Viszonylag sok borsot alkalmaznak, fűszerpaprikát azonban csak ritkán és keveset. Népszerűek még a különböző hagymafajták is, különleges ízhatás elérése végett még curryvel és a chilivel is sütnek, melyek egykoron gyarmataikról jutottak el hozzájuk egzotikus fűszerként.
Elsősorban marhahús, borjú, ürü, bárány, szárnyasok és vadhúsok is kerülnek az asztalra, sertést szinte egyáltalán nem esznek. Elkészítési módját tekintve egyben, szeletben sülve, vagy grillezve készítik. A roston sült húsokra tálalásnál fűszeres vajat tesznek, akárcsak a köretként fogyasztott zöldségekre, amelyeket ezen kívül grillezve is fogyasztanak.

## Cuisine régionale, azaz a tájkonyha
Ez a vidéki, helyi specialitásokat magába foglaló konyha. Természetesen nem minden tartománynak van kiemelkedően jellegzetes konyhája, így csak a közismerteket említem egy-két mondattal. Az igazán a receptek olvasásakor érezhetjük át a jellegzetességek ízvilágát.

### Franche-ComtéésSavoya
Franche-Comté és a Rhône-Alpes régióban található Savoie (Savoya) megye konyhája az erős, fűszeres ételeket kedveli, gyakoriak a vadhúsokból és erdei gombákból készült ételek és a híres szarvasgomba.

### Normandia
Ez régió az alma hazája, itt készítenek belőle bort is, melynek a neve cidre. Húsként náluk is a Franciaország szerte népszerű marhahús a kedvelt. A tenger közelsége miatt itt nem érvényes a szabály, miszerint nem "r” betűs hónapokban óvakodni kell az osztrigától. Közkedvelt a nyelvhal, kagyló, osztriga és a különböző rákfélék. Ételeiket gazdagon sűrítik vajjal, tejszínnel és tejföllel, ezeken kívül itt készül a híres camembert.

### Bretagne
Bretagneban fogyasztanak langusztát, homárt, tengeri herkentyűket, legismertebb ételük a cotride nevű halászlé. A terület az 5. században betelepült bretonokról kapta nevét, akik hazájukból elűzött kelta britek voltak.

### BordeauxésGascognekörnyéke
Az előbbiből származik a francia lecsó (a pipérade ) és a rokfort sajt. Az ételek kacsából, libából, sokféle erdei gombából készülnek. Ezen kívül mindenki hallott már a híres bordeaux-i borról. Gascogne-ra hatással van/volt a baszk konyha, cukrászata igen kitűnő, a csoki-imádók itt a csokoládégyártás specialitásaira lelhetnek.

### ElzászésLotaringia
Talaja szinte a legjobb Franciaországban, szóval állattenyésztésben és zöldségtermesztésben is sokrétű. Itt nagy a német behatás, ételeik rusztikusak, jellemző a savanyú káposzta, a sörfogyasztás, a túlnyomórészt fehérborok.

### Burgundia
Az itt élő „őslakosok” olyan germán törzsek, akik a Rajna vidékén éltek, míg Attila hadai a mai Burgundia földjére nem szorították őket. Ételeik nehezek, mint amilyenek általában a francia ételek. Ide köthető többek között az erős, borecetben erjesztett dijoni mustár és a hízott liba, vagy kacsa mája. Tüzes vörösborokat is találhatunk itt, amit nagyon gyakran használnak föl a főzésben is.

### Provence
Valószínűleg ez a táj a legismertebb mind közül. Eszünkbe juthatnak fokhagymával és olivaolajjal elkészített mediterrán ételek. Hagyományosan az átlagosnál több friss zöldfűszert és zöldséget termesztenek és alkalmaznak, például padlizsánt, paradicsomot, articsókát és olívabogyót. Innen származik a híres-hírhedt töltött csiga is. A tartomány székhelye Marseille, melyet szinte külön részként is kezelhetnénk, ez a város nagyon rég óta a tengeri és szárazföldi utak gócpontja. Igazi kikötői hangulat uralkodik, betérhetünk egy füstös, kopott fogadóba, ahol megkóstolhatjuk a déli halászlevet, a bouillabaisse-t.